# Moone
Moone (en Maoin ; en irlandais, Maoin ou Maen Colmcille, propriété de Colmcille) est un petit village au sud du comté de Kildare, en Irlande. Moone se trouve sur l'ancienne route N9 (maintenant contournée) à environ 80 km au sud de Dublin. Moone ne compte que quelques centaines d'habitants, une église, une école publique, un commerce de détail, un petit centre communautaire et un pub appelé le Moone High Cross Inn.

## Étymologie
Le nom Moone vient de l'irlandais "Maen Colmcille" qui signifie "la propriété de Colmcille".[citation nécessaire]

## Localisation, accès et développement
Le village le plus proche de Moone est Timolin, à moins d'un kilomètre au nord, et un certain plans de développement du conseil du comté de Kildarel ont planifié l'agrandissement conjoint de Moone et Timolin
Le village est desservi par la ligne de bus 880 exploitée par Kildare Local Link pour le compte de la National Transport Authority. Chaque jour, y compris le dimanche, plusieurs bus relient le village à Castledermot, Carlow et Naas ainsi qu'aux autres villages du secteur.

## La grande croix
Le monument le plus remarquable de Moone est sa grande croix, datant du VIIIe siècle.
Elle est située à environ un kilomètre de Moone, le long de la route menant vers Athy (à 52° 58′ 48″ N, 6° 49′ 31″ O). Elle se dresse dans les vestiges d'une ancienne abbaye qui a été associée à saint Colomba et dont l'église aurait été construite par les Franciscains vers 1300.

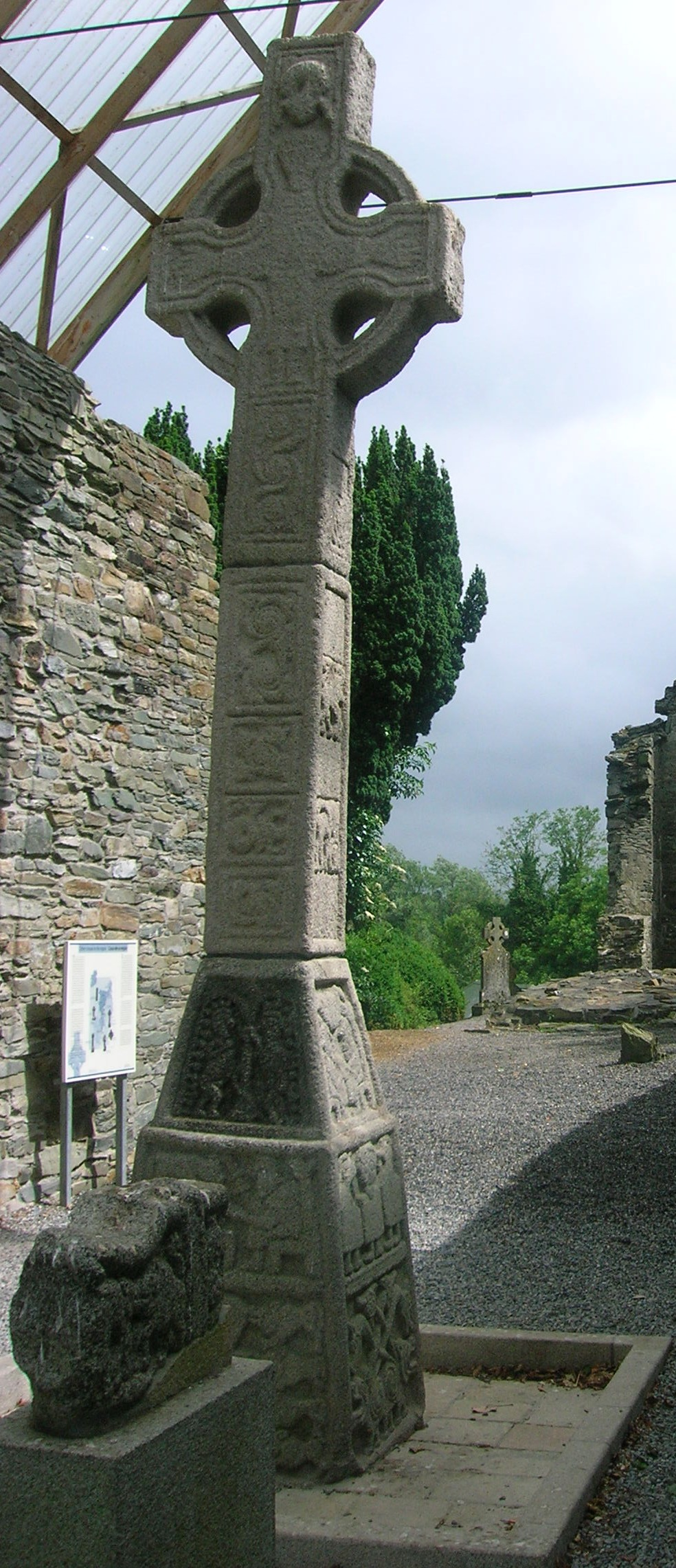
La grande croix de Moone.
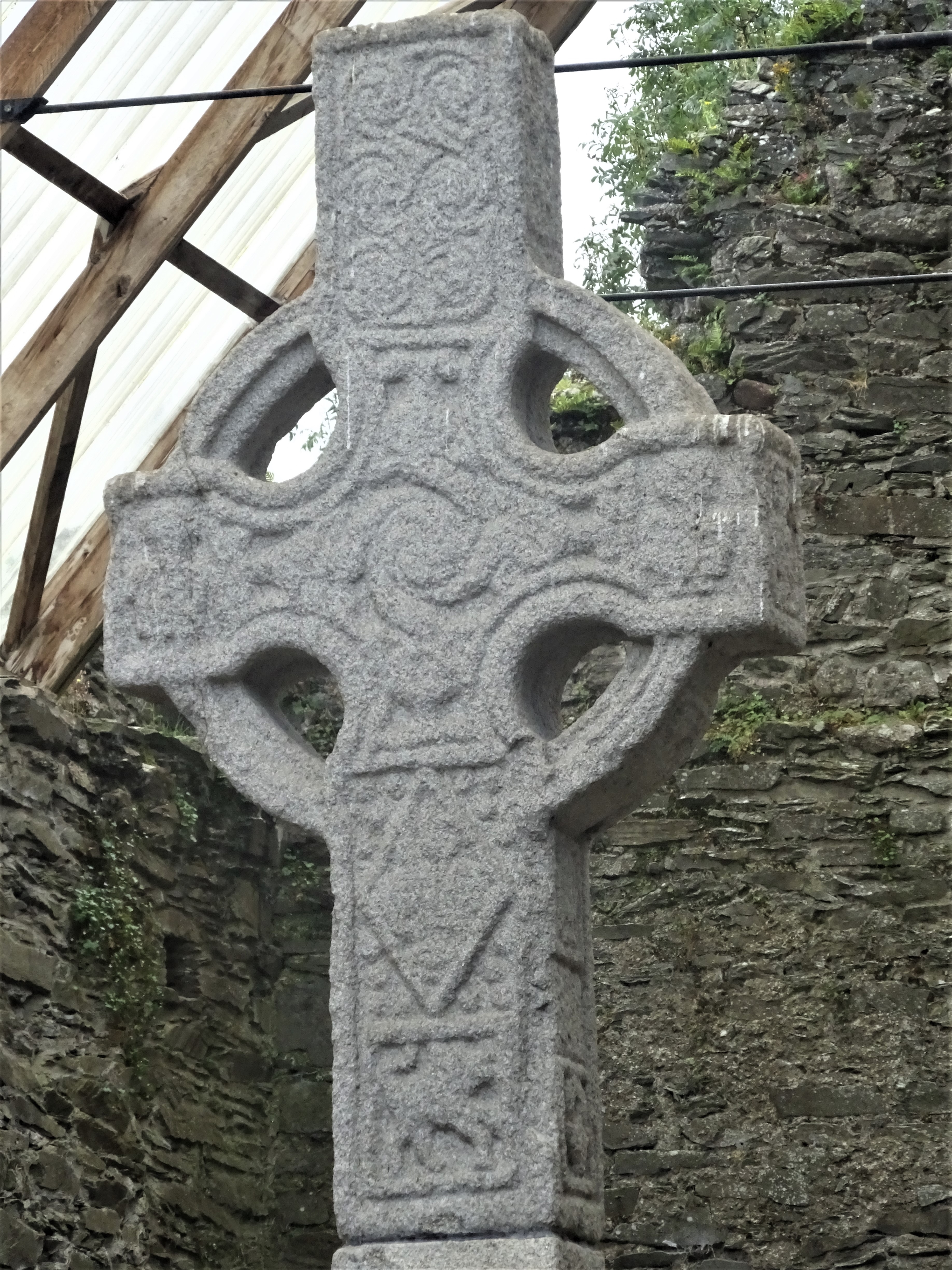
La grande croix de Moone, sommet.
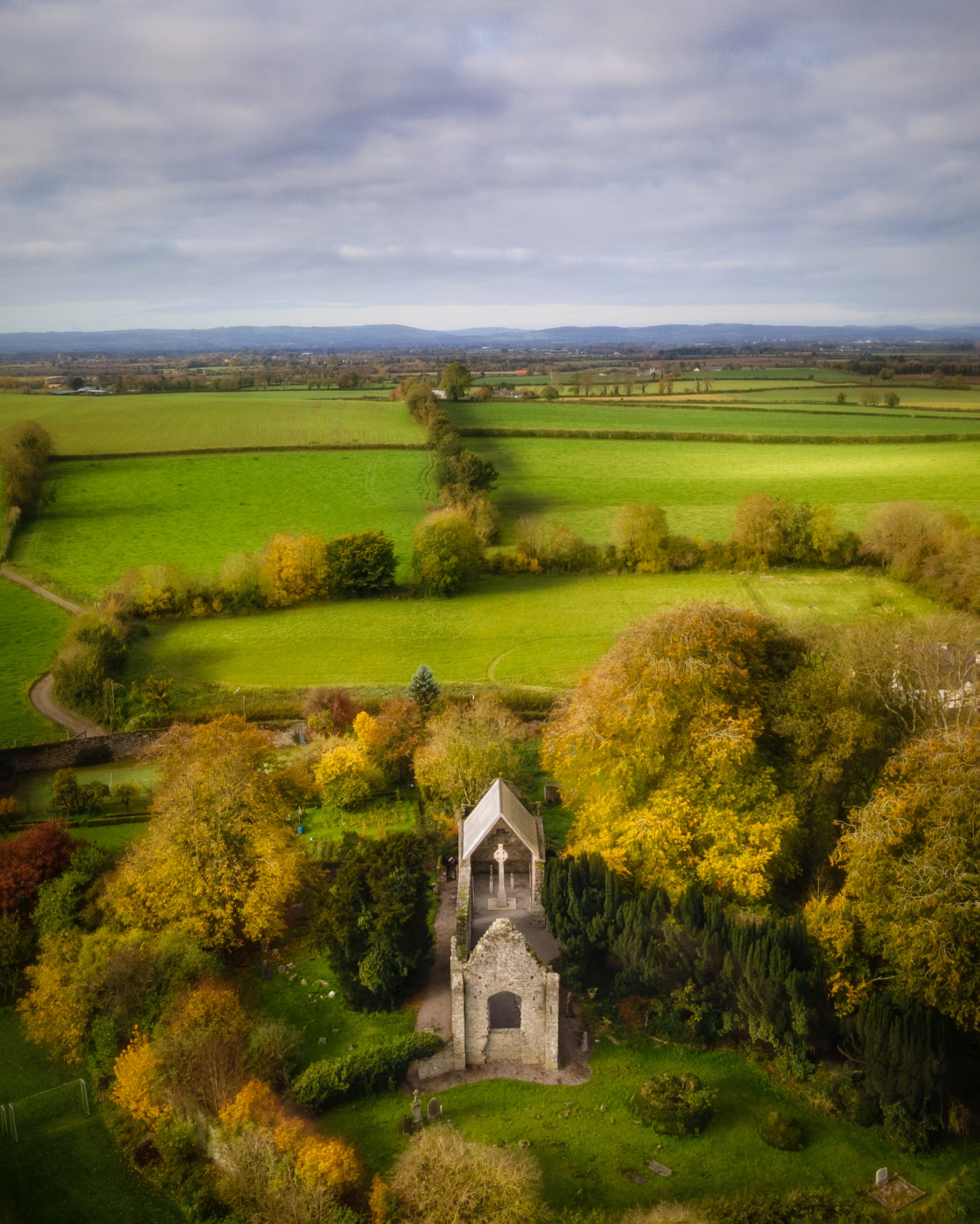
La croix dans l'abbaye.

## Abbaye de Bolton, monastère cistercien
L'abbaye de Bolton, Co. Kildare, a été fondée en 1965 par des moines de Mount St. Joseph Abbey venant de Roscrea.
En 1977, elle est devenue un monastère indépendant. En 2015, elle a célébré son 50e anniversaire.

## Sports
À Moone se trouvent les écuries de l'entraîneur pour les courses de sauts d'obstacles, Jessica Harrington (en). Ses chevaux les plus titrés sont Moscow Flyer, Macs Joy, Jezki, Sizing John et Alpha Centauri.
Le club de football local s'appelle Moone Celtic FC. L'emblème du club est une croix, son terrain est situé à Fortfield Park, sur l'ancienne N9, vers Carlow.

### Articles et listes connexes
- (en) Ireland's Vanishing Triangle
- (en) List of towns and villages in Ireland.
- (en) List of abbeys and priories in Ireland (County Kildare)

## Source
- (en) Cet article est partiellement ou en totalité issu de l’article de Wikipédia en anglais intitulé « Moone » (voir la liste des auteurs).